# Konoshsky (huyện)
Huyện Konoshsky (tiếng Nga: ? райо́н) là một huyện hành chính tự quản (raion), của Tỉnh Arkhangelsk, Nga. Huyện có diện tích 8384 km², dân số thời điểm ngày 1 tháng 1 năm 2000 là 38400 người. Trung tâm của huyện đóng ở Konosha.